# António Filipe Camarão

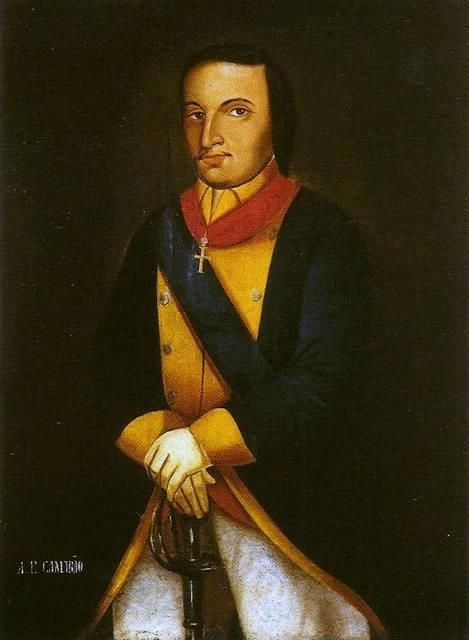
Retrato del de Filipe Camarão

António Filipe Camarão (c. 1580-24 de agosto de 1648) fue un indígena brasileño de la tribu de los Potiguara cerca del área de Rio Grande do Norte de la colonia portuguesa en Brasil . Su nombre tribal original era Poti, que significa langostino (portugués Camarão ). Nació en el barrio de Igapó, en Natal, o, según algunos otros historiadores, en el estado de Pernambuco.
Con motivo de su conversión a la fe cristiana el 13 de junio de 1612 (fiesta de San Antonio ) eligió la versión portuguesa del nombre António y el segundo nombre Filipe en honor al rey Felipe II de Portugal. Se casó al día siguiente en la Capilla de São Miguel de Guajeru con una dama de su tribu que también se convirtió al Catolicismo y tomó el nombre de Clara. Además de un perfecto portugués, también conocía bien el latín debido a su educación en una escuela misionera dirigida por monjes jesuitas .
Desde 1630, luchó contra los holandeses, que intentaron apoderarse de Brasil. Como líder de un regimiento indio en varias batallas hasta su muerte en 1648. El último año de su vida lo llevó a la cima de su carrera militar como líder del flanco derecho del Ejército Unido Portugués durante la Primera Batalla de Guararapes contra el General Krzysztof Arciszewski .
Por decisión real, António Filipe Camarão recibió el derecho de usar el título " Dom ". También fue un caballero comendador de la Orden de Cristo, la orden más prestigiosa de Portugal . Está enterrado en VárzeaPernambuco, Brasil.